# Sozialversicherung (VR China)
Die Sozialversicherung der Volksrepublik China ist in den 1990er Jahren eingeführt worden und beinhaltet fünf Zweige, nämlich die Renten-, Kranken-, Unfall-, Arbeitslosen- und Mutterschaftsversicherung. Für Arbeitnehmer in den Städten ist die Sozialversicherung obligatorisch. Für die ländliche Bevölkerung besteht eine freiwillige Sozialversicherung für die Risiken Krankheit und Alter. Mit einem Sozialversicherungsgesetz wurde im Jahr 2010 die rechtliche Grundlage für alle Versicherungszweige geschaffen; allerdings bestehen zahlreiche lokale Experimente, so dass sich kein einheitliches Bild ergibt. Es besteht die Überlegung, eine Pflegeversicherung einzuführen.

## Historischer Hintergrund
Bei der Transformation von einer kommunistischen Planwirtschaft zur sozialistischen Marktwirtschaft wurde der Aufbau eines Sozialversicherungssystems notwendig, da unter der Planwirtschaft Arbeitnehmer von Staatsbetrieben nur über ihren Arbeitgeber sozial abgesichert waren, ohne dafür eigene Beiträge zu leisten. Arbeitnehmer von anderen Unternehmensformen und die gesamte Landbevölkerung erhielten nur rudimentäre Sozialleistungen. Es handelte sich bei der Sozialversicherung um eine reine Betriebsversicherung. Hauptziele bei der Umgestaltung waren, den versicherten Personenkreis zu erweitern, die Staatsbetriebe und damit die Staatskasse zu entlasten, eine vom Unternehmen unabhängige Sozialversicherung zu schaffen, um den Arbeitsmarkt flexibler zu gestalten und den Staatsbetrieben mehr Möglichkeiten zur Wettbewerbsfähigkeit zu verschaffen, welche ihnen durch übermäßige soziale Kosten verwehrt waren.

## Rentenversicherung
Im Grundsatz verfolgt China in der Rentenversicherung ein Drei-Säulen-Modell. Dabei soll die Alterssicherung aus einer staatlichen sowie einer betrieblichen Rentenversicherung und einer privaten Zusatzversicherung bestehen. Das Konzept für die staatliche Rentenversicherung ist eine Mischung aus Kapitaldeckungs- und Umlageverfahren. Der Arbeitgeber zahlt einen Betrag in Höhe von ungefähr 20 % der Lohnsumme, welche lokal differieren kann, für das Umlageverfahren in eine Art Solidarfonds und der Arbeitnehmer leistet seinen Beitrag in Höhe von 8 % seiner Lohnsumme auf ein individuelles Konto, welches zwar staatlich verwaltet wird, aber im Prinzip Eigentum des Versicherten ist. Im Alter erhält der Versicherte dann 20 % des lokalen monatlichen Durchschnittslohns und den 120ten Teil seiner Ersparnisse vom individuellen Konto pro Monat. Nach zehnjährigem Rentenerhalt soll der zweite Teil durch Zinserträge geleistet werden. Der Teil, welcher auf dem individuellen Konto angespart wird, steht unter staatlicher Verwaltung und wird häufig dazu benutzt, finanzielle Engpässe in den Solidarfonds, welche im Umlageverfahren organisiert sind, zu decken. Der Versicherte muss für den Rentenerhalt 15 Jahre Beiträge geleistet haben und das Rentenalter erreicht haben. Die Anwartschaftszeit von 15 Jahren kann auch durch freiwillige Beiträge erreicht werden. Gegenwärtig beträgt das Rentenalter 60 Jahre für Männer und 50 für Arbeiterinnen beziehungsweise 55 Jahre für Akademikerinnen.

## Krankenversicherung
Grundsätzlich ist das System der Krankenversicherung ähnlich konzipiert wie das der Rentenversicherung. Der Arbeitgeber zahlt seinen Beitrag ungefähr 10 % der Lohnsumme in sogenannte Solidarfonds sowie auf ein individuelles Konto des Arbeitnehmers, und der Arbeitnehmerbeitrag in Höhe von 1 % fließt auf individuelle Konten. Im Rahmen der staatlichen Krankenversicherung erhält der Versicherte Dienstleistungen in bestimmten Krankenhäusern, Apotheken und bei Ärzten, welche Verträge mit den Krankenversicherungsträgern schließen. Im Krankheitsfall werden ihm Krankenkosten prozentual erstattet. Hierfür werden Listen für die anerkannten Krankheiten und Medikamente von staatlicher Seite veröffentlicht. Mit der Verabschiedung des Sozialversicherungsgesetzes im Jahr 2010 wurde ein Sachleistungsprinzip in die Krankenversicherung eingeführt, d. h. der Versicherte braucht nicht mehr in Vorkasse gehen. Welche Leistungen vom individuellen Konto und welche vom Solidarfonds übernommen werden, ist in den einzelnen Provinzen, autonomen Regionen und regierungsunmittelbaren Städten unterschiedlich geregelt.
Nach Einführung der Krankenversicherung für Arbeitnehmer stellte sich heraus, dass bestimmte Personengruppen überhaupt nicht versichert waren, wie z. B. Studenten, Kinder und Selbständige. Für diese Personen wurde eine freiwillige kooperative medizinische Gesundheitsversorgung eingeführt, bei der die Hälfte der Beiträge vom Staat gezahlt wird und die wie die gesetzliche Krankenversicherung für Arbeitnehmer aufgebaut ist. Leistungen werden bei schweren Krankheiten gewährt. Die Regierung verfolgt das Ziel, die gesamte Bevölkerung bis zum Jahr 2020 in eine Gesundheitsversorgung integriert zu haben, die allerdings nicht alle Leistungen vollumfänglich erstattet.

## Unfallversicherung
Die Unfallversicherung wird allein von den Unternehmen finanziert. Der Betrag variiert nach Gefahrenstufen und beträgt ungefähr 1 % der Lohnsumme. Versicherte Arbeitnehmer erhalten im Versicherungsfall, d. h. bei einem Berufsunfall, einer Berufskrankheit oder einem Wegeunfall, Krankenkosten erstattet und bei Invalidität eine Rente.

## Arbeitslosenversicherung
Mit der Reform der Staatsbetriebe und dem Wandel hin zu einer sozialistischen Marktwirtschaft existiert das Phänomen Arbeitslosigkeit in China überhaupt. Zwar liegt die Zahl der Arbeitslosen nach offiziellen Angaben seit Jahren bei konstant ungefähr 4 % der arbeitsfähigen städtischen Bevölkerung, doch diese Zahl drückt nicht annähernd die tatsächliche Situation aus, da es sich hierbei nur um die registrierten städtischen Arbeitslosen handelt. Nicht einbezogen werden bei dieser Berechnung Entlassene aus Staatsbetrieben (Xiagangren), da sie offiziell noch eine Arbeitsbeziehung zu entsprechenden Staatsunternehmen haben sowie nicht registrierte Personen. Nach inoffiziellen Angaben soll die nationale Arbeitslosenquote längst 10 % oder 15 % überschritten haben.
Derzeit zahlen nach den jeweiligen rechtlichen Bestimmungen der Provinzen der Arbeitgeber zwischen 0,8 % und 3 % sowie der Arbeitnehmer ungefähr 1 % der Lohnsumme in die Arbeitslosenversicherung ein. Die Mittel dieser Versicherung werden verwandt für: Arbeitslosengelder, Krankenkostenzuschüsse während des Bezugs von Arbeitslosengeld, Bestattungskostenzuschüsse sowie Hinterbliebenenrente im Todesfall des Beziehers von Arbeitslosengeld, für Zuschüsse für die Kosten von Arbeitsvermittlung und Schulungen sowie für andere Leistungen, die der Staatsrat festlegt.
Entlassungen von Arbeitnehmern haben in den letzten Jahren zu psychischen und physischen Beeinträchtigungen geführt, die als  Arbeitslosigkeitssyndrom bezeichnet werden. Die Suizidrate ist gestiegen und besonders Männer äußern ihren Unmut in Form von Vandalismus, was eine Systembedrohung darstellen kann. Zu den Maßnahmen, die unternommen werden, um Arbeitslosigkeit zu reduzieren, zählt die Förderung zur unternehmerischen Selbständigkeit, z. B. in Form eine Obststandes oder kleinen Start-ups. Hierfür werden von der chinesischen Regierung Kredite bereitgestellt.

## Mutterschaftsversicherung
Die Mutterschaftsversicherung wird von den Unternehmen finanziert und beträgt ungefähr 1 % der Lohnsumme der Belegschaft je nach den lokalen Bestimmungen. Frauen erhalten bei Mutterschaft und Geburt finanzielle Unterstützung.

## Sozialversicherungsabkommen
Zwischen Deutschland und China besteht seit 2001 ein Sozialversicherungsabkommen.

## Weiterführende Literatur
- Anne J. Braun: Das Ende der billigen Arbeit in China: Arbeitsrechte, Sozialschutz und Unternehmensförderung für informell Beschäftigte. Springer-Verlag, 2010, ISBN 978-3-531-17947-6.